# سن بلینو
سن بلینو (به ایتالیایی: San Bellino) یک کومونه در ایتالیا است که در استان روویگو واقع شده‌است. سن بلینو ۱۵٫۸ کیلومتر مربع مساحت و ۱٬۳۴۰ نفر جمعیت دارد و ۷ متر بالاتر از سطح دریا واقع شده‌است.